# Salto nel buio (romanzo)
Salto nel buio è un romanzo scritto da Clive Cussler. È la sesta avventura di Dirk Pitt, e in ITalia è stato pubblicato dalla edizioni TEA.

## Trama
La storia comincia il 28 febbraio 1914, nella prima guerra mondiale. Il Manhattan Limited, un treno diretto a New York con una locomotiva che arrivava a pesare più di cento tonnellate di ferro, emanava una colonna di fumo e si avvistava da lunga distanza, e viaggiava con circa novanta passeggeri più il personale e un alto funzionario del governo di nome Richard Essex, diretto a Washington. In una stazione, un funzionario delle ferrovie di nome Meechum cercò di fermarlo perché era diretto verso un ponte crollato, ma fallì a causa delle circostanze e il treno precipitò nelle acque gelide dell'Hudson. Nella stessa notte, l'Empress of Ireland, una nave da crociera canadese che navigava nelle acque di San Lorenzo, fece un'inspiegabile collisione con una carboniera norvegese: le vittime furono più di mille, e per una strana coincidenza viaggiava un altro funzionario del governo di nome Harvey Shields. Nei due incidenti non vennero mai trovati i resti delle persone affondate con i rottami.
Passano più di settant'anni. Nel 1989, viene trovata una fotografia con una nota sul retro che accenna ad un trattato stipulato tra gli Stati Uniti d'America e la Gran Bretagna. A Peter Beasley, che si trova al ministero degli esteri ed è capo bibliotecario da oltre trenta anni, viene chiesto di cercare tracce di questo documento. Dopo una lunga ricerca, Beasley trova un fascicolo che tratta dell'argomento, e resta allibito dal contenuto. Da qui Dirk Pitt decide di indagare, e presto inizia a pensare che i due disastri siano collegati e fossero stati addirittura programmati. Si spinge dunque a raggiungere fondo dei fiumi a perlustrare i relitti, ma in tal modo si innesca una vera missione impossibile alla ricerca del documento, perché il suo ritrovamento potrebbe rappresentare la salvezza del proprio paese.

## Edizioni
- Clive Cussler, Salto nel buio, traduzione di Lydia Magliano, Scala stranieri, Rizzoli, 1984,  p. 384.
- Clive Cussler, Salto nel buio, traduzione di Lydia Magliano, Superbur, Rizzoli, 1992,  p. 379.
- Clive Cussler, Salto nel buio, traduzione di Lydia Magliano, La Gaja scienza, Longanesi, 14 gennaio 2000,  p. 482, ISBN 978-88-304-1603-1.
- Clive Cussler, Salto nel buio, traduzione di Lydia Magliano, Teadue, TEA, 2001,  p. 477, ISBN 978-88-781-8897-6.
- Clive Cussler, Salto nel buio, traduzione di Lydia Magliano, Best TEA, TEA, 19 gennaio 2009,  p. 477, ISBN 978-88-502-1970-4.
- Clive Cussler, Salto nel buio, traduzione di Lydia Magliano, Best TEA, TEA, 27 febbraio 2014,  p. 477, ISBN 978-88-502-3391-5.
- Clive Cussler, Salto nel buio, traduzione di Lydia Magliano, Tea più, TEA, 15 novembre 2018,  p. 477, ISBN 978-88-502-5190-2.